# Adrian Paul

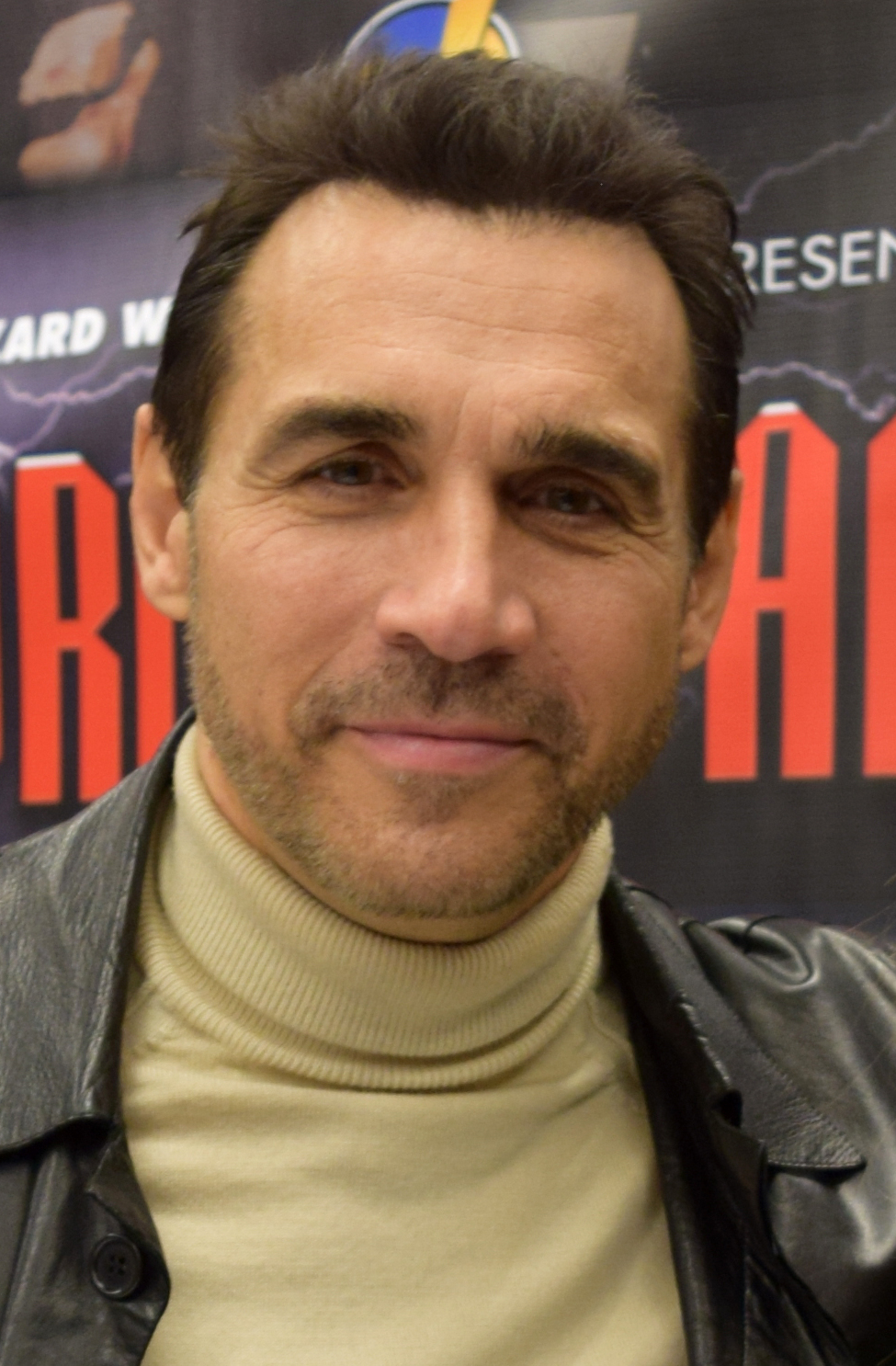
Adrian Paul nel 2015

Adrian Paul (Londra, 29 maggio 1959) è un attore ed ex modello britannico, noto soprattutto per aver interpretato il ruolo di Duncan MacLeod per il telefilm Highlander.

## Biografia
Primo di tre fratelli e figlio di padre inglese e madre italiana, ha cominciato la sua carriera come modello, ballerino e coreografo. Da adolescente ha praticato il calcio giocando, tra il 1976 ed il 1978, per il Cray Wanderers nella Spartan League. Nel 1985 ha lasciato l'Europa per perseguire la sua carriera di modello e ballerino, nel 1998 ha fondato l'organizzazione benefica The Peace Fund. Nel 1990 ha sposato l'attrice Meilani Figalan da cui ha divorziato sette anni dopo. Nel 2009 é convolato a nozze con Alexandra Tonelli, con cui ha avuto tre figli.

## Carriera

### Televisione
Il suo primo ruolo come attore fu negli anni 1987 e 1988 per il telefilm della ABC I Colby in cui interpretava il ballerino russo Kolya. In seguito apparve in diverse altre serie televisive come: La bella e la bestia nel 1987, La signora in giallo nel 1984, La guerra dei mondi nel 1990, Tarzan nel 1991, Relic Hunter nel 1999 e Streghe nel 2003. È apparso nei film per la televisione Fotogrammi di guerra del 1988 e The Cover Girl Murder del 1993.
Ha partecipato anche allo spettacolo off Broadway Bouncer.
Il ruolo più importante che Adrian Paul abbia mai interpretato è stato quello di Duncan MacLeod nella serie televisiva Highlander nel 1992, con lo stesso ruolo ha recitato anche per il film Highlander: Endgame del 2000 e per Highlander: The Source, un film TV andato in onda negli Stati Uniti il 15 settembre del 2007.
Ha interpretato regolarmente John Kincaid durante la seconda stagione del telefilm La guerra dei mondi negli anni 1989 e 1990, e tre episodi di L'ombra della notte nel 1991 come Jeremiah Collins, nel 1991 ha recitato per l'episodio pilota di The Owl, nel 2001 è protagonista nella serie Tracker.

### Cinema
La prima apparizione di Adrian Paul in un film fu nel 1988 ne L'ombra del peccato. In seguito ha partecipato al remake de La maschera della morte rossa nel 1989, Dance to win nel 1989, Love Potion No.9 nel 1992, Dead Men Can't Dance nel 1997, Delitto imperfetto nel 1998, Merlin: The Return e Convergence nel 1999, The Void e The Breed nel 2001, Code Hunter nel 2002, Nemesis Game nel 2003 Throttle e Phantom Below nel 2005, Séance e Little Chicago nel 2006, Wraiths of Roanoke nel 2007, The Immortal Voyage of Captain Drake nel 2009 e Eyeborgs nel 2009, The Secrets of Emily Blair nel 2016.

## Filmografia

### Cinema
- L'ombra del peccato (Last Rites), regia di Donald P. Bellisario (1988)
- Dance to Win, regia di Ted Mather (1989)
- La maschera della morte rossa (Masque of the Red Death), regia di Larry Brand (1989)
- Pozione d'amore (Love Potion No. 9), regia di Dale Launer (1992)
- Una sporca missione (Dead Men Can't Dance), regia di Stephen Milburn Anderson (1997)
- Delitto imperfetto (Susan's Plan), regia di John Landis (1998)
- Convergence, regia di Gavin Wilding (1999)
- Highlander: Endgame, regia di Douglas Aarniokoski (2000)
- Merlin: The Return, regia di Paul Matthews (2000)
- La stirpe (The Breed), regia di Michael Oblowitz (2001)
- The Void - Allarme nucleare (The Void), regia di Gilbert M. Shilton (2001)
- Storm Watch, regia di Terry Cunningham (2002)
- Nemesis Game, regia di Jesse Warn (2003)
- Alien Tracker, regia di Ken Girotti e Bruce Pittman (2003)
- Moscow Heat, regia di Jeff Celentano (2004)
- No Way Up - Non avrai via di scampo (Throttle), regia di James Seale (2005)
- Little Chicago, regia di Richard Clabaugh (2005)
- Séance, regia di Mark L. Smith (2006)
- Highlander: The Source, regia di Brett Leonard (2007)
- Eyeborgs, regia di Richard Clabaugh (2009)
- Nine Miles Down, regia di Anthony Waller (2009)
- The Heavy, regia di Marcus Warren (2010)
- Cold Fusion, regia di Ivan Mitov (2011)
- Cop-Puter, regia di Alex Fernie - cortometraggio (2012)
- AE: Apocalypse Earth, regia di Thunder Levin (2013)
- Čërnaja roza, regia di Aleksandr Nevskij (2014)
- Apocalypse Pompeii, regia di Ben Demaree (2014)
- Touched, regia di Terrance Tykeem (2015)
- Kids vs Monsters, regia di Sultan Saeed Al Darmaki (2015)
- The Secrets of Emily Blair, regia di Joseph P. Genier (2016)
- Christmas Crime Story, regia di Richard Friedman (2016)
- The Fast and the Fierce, regia di Ron Thornton (2017)
- Dikaja liga, regia di Art Camacho e Andrej Bogatyrëv (2019)
- A Beautiful Distraction, regia di Marcus Slabine e Deborah Twiss (2020)
- Glia, regia di Richard Faria (2020)

### Televisione
- I Colby (The Colbys) – serie TV, 19 episodi (1986-1987)
- Fotogrammi di guerra (Shooter), regia di Gary Nelson – film TV (1988)
- La bella e la bestia (Beauty and the Beast) – serie TV, episodio 2x03 (1988)
- La guerra dei mondi (War of the Worlds) – serie TV, 20 episodi (1989-1990)
- L'ombra della notte (Dark Shadows) – serie TV, episodi 1x07-1x08-1x09 (1991)
- The Owl - Giustizia finale (The Owl), regia di Tom Holland – film TV (1991)
- La signora in giallo (Murder, She Wrote) – serie TV, episodio 8x11 (1992)
- Tarzan – serie TV, episodi 1x04-1x09 (1992)
- Top models (The Cover Girl Murders), regia di James A. Contner – film TV (1993)
- Highlander (Highlander: The Series) – serie TV, 119 episodi (1992-1998)
- Relic Hunter – serie TV, episodio 3x07 (2001)
- Tracker – serie TV, 22 episodi (2001-2002)
- Streghe (Charmed) – serie TV, episodio 5x10 (2003)
- Phantom below - Sottomarino fantasma (Tides of War), regia di Brian Trenchard-Smith – film TV (2005)
- Wraiths of Roanoke, regia di Matt Codd – film TV (2007)
- L'incredibile viaggio di Captain Drake (The Immortal Voyage of Captain Drake), regia di David Flores – film TV (2009)
- Deadly Descent, regia di Marko Mäkilaakso – film TV (2013)
- The Confession, regia di Michael Landon Jr. – film TV (2013)
- Strike Back – serie TV, episodio 5x09 (2015)
- Stormageddon, regia di Nick Lyon – film TV (2015)
- The Cell – serie TV (2017)
- Arrow – serie TV, episodi 7x14-7x17-7x19 (2019)
- 12 to Midnight – serie TV, episodio 1x02 (2021)
- S.W.A.T. - serie TV, episodio 5x18 (2022)

## Video musicali
- 1981 "My Own Way"  Russell Mulcahy
- 1988 "Eyes of a Stranger"  Wayne Isham
- 1988 "Days Like This"  Brian Grant

## Teatro
- Bouncers 1987 Minetta Lane Theatre

## Doppiatori italiani
- Alessandro Rossi in Highlander, Armate per uccidere, Highlander: Endgame
- Francesco Prando in L'incredibile viaggio di Captain Drake
- Enrico Di Troia in Pozione d'amore

## Altro
Ha partecipato al video musicale Days Like This di Sheena Easton. Nel 1999 è apparso nello spettacolo della World Wrestling Federation SmackDown
Durante la produzione del telefilm Highlander diresse e produsse molti episodi che alla fine lo portarono a produrre lo spinoff della serie. Nel 2008 lavora come doppiatore per la serie animata La guerra dei Mondi. Adrian Paul ha partecipato anche a numerosi spettacoli teatrali il più importante dei quali fu La Bella e la Bestia.